# Ларссон, Матс
Матс Ларссон (швед. Mats Larsson) (род. 20 марта 1980 года) — шведский лыжник, бронзовый призёр олимпиады 2006, серебряный призёр чемпионата мира 2007.

## Спортивная карьера
Лучшим результатом Матса Ларссона на олимпиадах является бронзовая медаль в составе эстафетной четверки на олимпиаде 2006 в Турине, в индивидуальной гонке на 15 км он занял 19 место.
На чемпионате мира 2007 в Оберстдорфе Матс Ларссон стал вице-чемпионом в индивидуальном спринте, что явилось его высшим достижением.
На этапах Кубка мира в его активе 2 место в личном спринте в сезоне 2006/07 и победа вместе с эстафетной четверкой.